# Albert Kehm

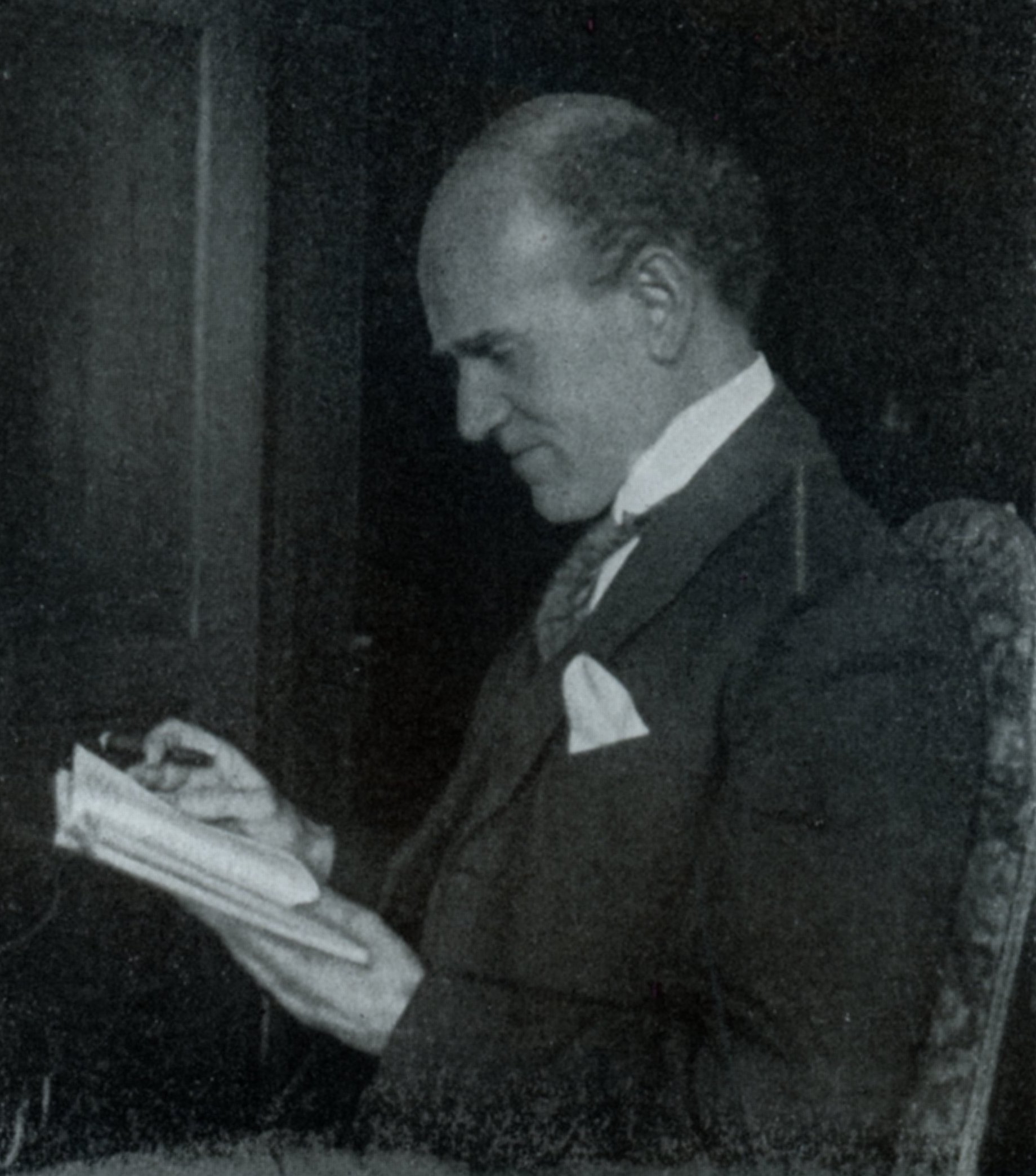
Albert Kehm, um 1925

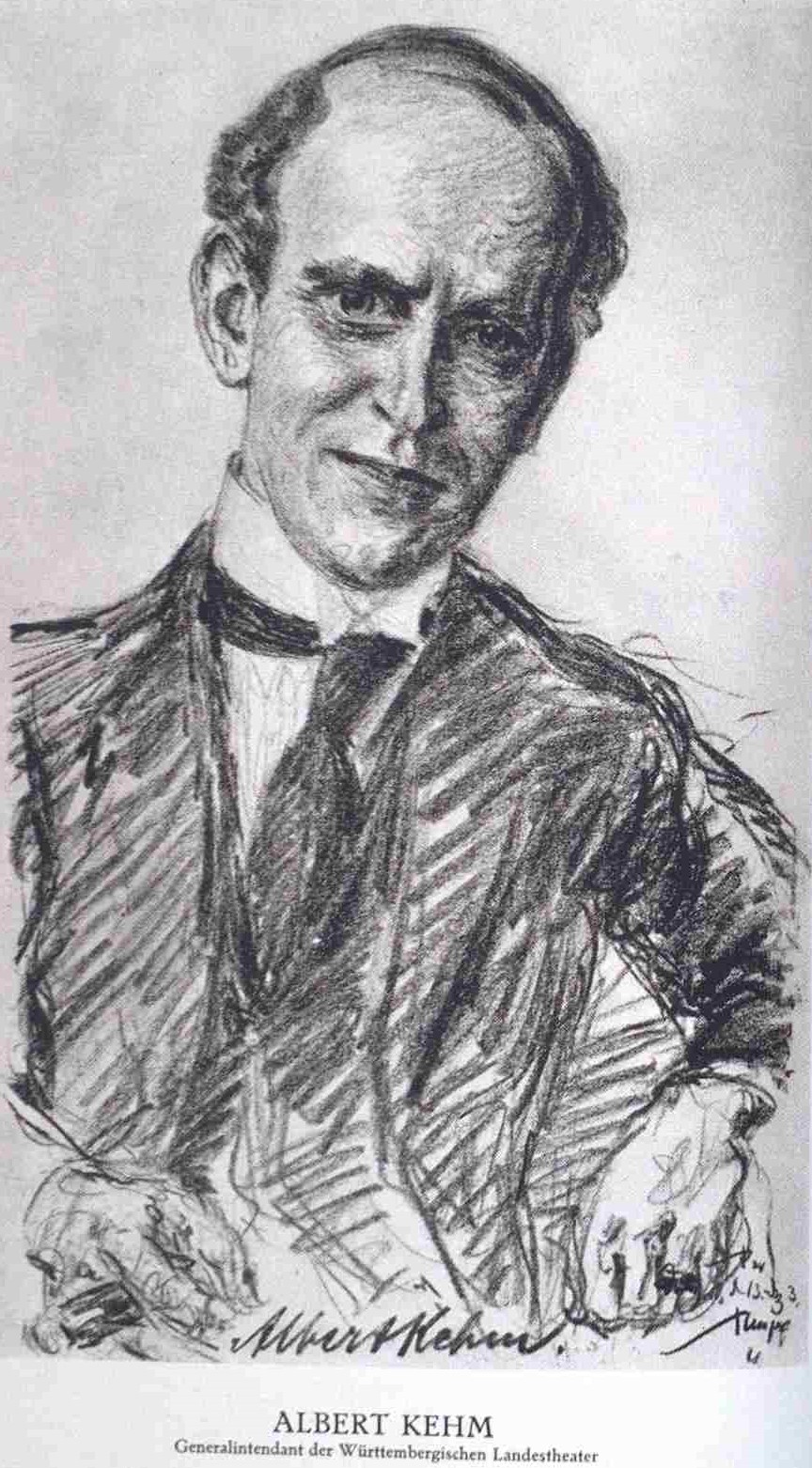
Emil Stumpp Albert Kehm (1926)

Albert Kehm (24. März 1881 in Stuttgart – 24. Juli 1961 in Gräfelfing bei München) war ein deutscher Regisseur und Intendant. Er wurde 1933 vom NS-Regime seiner Funktion als Generalintendant der Württembergischen Landestheater in Stuttgart enthoben. 

## Leben und Werk
Albert Kehm verbrachte seine Schulzeit in Stuttgart, absolvierte danach eine kaufmännische Lehre und nahm Schauspielunterricht bei Hofschauspieler Wilhelm Göhns. 1901 erhielt er am Theater Bonn sein erstes Engagement. Als 30-Jähriger wurde er als Oberspielleiter nach Straßburg gerufen. Von 1914 bis 1920 war er Direktor des Stadttheaters Bern.
A. Nef schrieb über seine Berner Zeit, Kehm sei es als Intendant gelungen, Talente wie Leopold Biberti, Alexander Moissi und Max Pallenberg zu entdecken zu fördern. Neben seinen Bemühungen um die Erneuerung der Ensembles in Schauspiel und Oper erstellte Kehm auch innovative und zugleich populäre Spielpläne. Im Schauspiel präsentierte er Werke von Ludwig Fulda, George Bernard Shaw, August Strindberg und Frank Wedekind, pflegte aber andererseits auch das Mundarttheater und die Operette.
In seiner Direktion kam es auch zu Gastspielen von Max Reinhardt und dessen Ensemble in Bern. Richard Strauss dirigierte seine Opern Elektra und Ariadne auf Naxos. Arthur Nikisch übernahm die musikalische Leitung der Walküre und von Tristan und Isolde. Kehm brachte zudem mit hauseigenen Kräften den gesamten Ring des Nibelungen von Richard Wagner zur Aufführung. Bereits in Bern engagierte sich Kehm für zeitgenössische Opern, beispielsweise für Ilsebill. Das Märchen vom Fischer und seiner Frau von Friedrich Klose.
Kehms Erfolge wurden überregional zur Kenntnis genommen und es folgte die Einladung aus Stuttgart, ab 1920 dort die Intendanz der Württembergischen Landestheater zu übernehmen, die Kehm annahm. 1925 wurde er zum Generalintendanten ernannt wurde.
Kehm setzte auf Schiller im Schauspiel und auf Wagner in der Oper, brachte aber auch zahlreiche Ur- und Erstaufführungen nach Stuttgart, darunter die Sizilianische Vesper von Verdi und Rusalka von Dvořák. Überregional bedeutsam waren zahlreiche Schauspieler in Kehms Ensemble, beispielsweise Berta Drews, Rudolf Fernau, Christian Kayßler, Mila Kopp und Fritz Wisten, auch die Opernsänger Margarete Bäumer, Willi Domgraf-Fassbaender, Hildegard Ranczak, Heinrich Rehkemper, Ludwig Suthaus und Margarete Teschemacher. Weitere hochkarätige Sänger konnte Kehm viele Jahre lang in Stuttgart halten, beispielsweise Magda Strack, Hermann Weil und Fritz Windgassen. Zu den Dirigenten des Hauses zählten Fritz Busch, Franz Konwitschny und Hans Swarowsky. Stuttgart spielte sich unter Kehms Leitung in die erste Liga der Opernhäuser Europas, mit einem Repertoire von 60 Werken und ständigen Novitäten.
Die Uraufführung der frühen Hindemith-Opern Mörder, Hoffnung der Frauen und Das Nusch-Nuschi am 4. Juni 1921 führte zu einem Skandal und zur Absetzung der Opern durch das Kultusministerium. Als 1924 im Rahmen der Aufführung von Büchners Dantons Tod einige Takte der Marseillaise, der Nationalhymne des Erzfeindes Frankreich, gespielt wurden, wurde dies ebenfalls skandalisiert. Der Hitleranhänger Georg Schmückle beschuldigte Kehm, er sei ein Mann, „dem jedes Gefühl für nationale Ehre abgehe“. Kehm klagte wegen Beleidigung, verlor aber den Prozess.
Die Aufführung des anti-rassistischen Theaterstückes Schatten über Harlem von Ossip Dymow im Jahr 1930 führte zu einem Skandal. Der NSDAP-affine Hilfsspielleiter des Stuttgarter Schauspiels Alex Erwin Dieterich beschuldigte Kehm der „Kulturschande“, wandte sich an Rudolf Heß „und inszenierte mit Unterstützung der Kreisleitung und dem SA-Führer von Stuttgart, Maier, einen Theaterskandal, wie ihn Stuttgart noch nicht erlebt hatte.“
Als die Nationalsozialisten am 5. März 1933 am Landestheater die Hakenkreuzfahne hissten, verließ Kehm demonstrativ das Haus. Ende März eröffnete ihm Ministerpräsident und Kultusminister Christian Mergenthaler seine Entlassung, da er „für die Führung der Theater im nationalsozialistischen Geist nicht die Gewähr“ böte. Kehm hatte jedoch einen gültigen Vertrag bis zur Spielzeit 1935/36, weshalb der Kultusminister ihn nach Freiburg im Breisgau versetzte, denn er fürchtete, in einem Gerichtsverfahren zu unterliegen. Nach Vertragsablauf ging Kehm in den Ruhestand und übersiedelte nach Gräfelfing bei München.
1945 wurde er während der kurzen französischen Besatzung Stuttgarts als Generalintendant zurückgeholt, wo er noch ein Jahr lang tätig war. Nach seiner Wiedereinsetzung entnazifizierte Kehm in diesen Monaten rigoros das Staatstheater Stuttgart; er entließ gegen den Widerstand des Kultusministeriums unter Theodor Heuss und des Personalrats 81 Mitglieder des Ensembles ohne Gehaltsfortzahlungen. Eine Zusammenarbeit mit Hans Rosbaud, der sich für die Stelle des Generalmusikdirektors in Stuttgart beworben hatte, scheiterte am Widerstand Kehms, der Rosbaud wegen seiner Ambivalenz der NS-Propaganda gegenüber als „politisch unzuverlässig“ einschätzte. Durch diese Maßnahmen verlor Kehm den Rückhalt des Ensembles und der Politik und wurde schließlich mit Zustimmung der US-amerikanischen Militärregierung 1946 in den Ruhestand versetzt.
1953 wurde Kehm das Bundesverdienstkreuz verliehen.
Kehms politisch bedingte Entlassung wurde im Rahmen des Stuttgarter Teils des Ausstellungsprojekts Verstummte Stimmen rekonstruiert. In der Folge dieser Ausstellung wurde am 7. April 2016 im Opernhaus Stuttgart eine Gedenktafel enthüllt, die den Angehörigen der Staatstheater Stuttgart gedenkt, die zwischen 1933 und 1945 Opfer der nationalsozialistischen Politik wurden. Die Gedenktafel listet 23 Namen, darunter auch Kehm.

## Auszeichnung
- 1929 Ehrensenator der Universität Tübingen
- 1953 Bundesverdienstkreuz
- Ehrenmitglied der Württembergischen Staatstheater

## Eigene Stücke
- Albert Kehm, Martin Frehsee: Als ich noch im Flügelkleide. Ein fröhliches Spiel in vier Aufzügen. 1914. OCLC 251571739